# Asociación Deportiva Santos de Guápiles
L'Asociación Deportiva Santos de Guápiles (Chiamata dai tifosi semplicemente "A.D. Santos") è una società calcistica costaricana con sede nella città di Guápiles. Milita nella Primera División de Costa Rica la massima divisione del campionato costaricano.

## Storia
La squadra Santos de Guápiles fu fondata il 10 novembre 1961 e scelse il nome in onore del magnifico Santos di Pelé.
I caribeños si convertirono nella terza squadra della provincia a raggiungere la divisione di onore nella stagione 1999-00, dopo Sociedad Gimnástica Limonense nel 1921 (giocò la prima competizione della storia e fu uno dei club creatori della Liga Nacional de Fútbol) e posteriormente del rappresentativo e leggendario quadro dell'Asociación Deportiva Limonense, secondo classificato nazionale nel 1981.
I santistas cominciarono nel calcio costaricano con il nome di Pococí 2000, dovendo il nome ad un progetto del Comité Cantonal de Deportes della zona di Pococí de Guácimo nel quale si aspettava che la squadra arrivasse in prima divisione nell'anno 2000, cosa che fu compiuta, ma sotto il nome di AD Santos rimanendo sotto l'egida dei soci del club in seguito al ritiro del Comité Cantonal e dopo aver vinto la finale della seconda divisione 1998-99 contro il Liberia.
Al primo anno in prima divisione mostrò una squadra agguerrita in casa, guadagnando un rispettabile terzo posto, fu solo un presagio di quello che verrebbe dopo due stagioni quando la squadra diretta dal tecnico Rónald Mora guadagnò con merito l'Apertura 2000.
Dopo 10 stagioni nel massimo campionato tico, arrivò inaspettata la retrocessione, seguita da un immediato ritorno in Primera División, battendo nella finale della Liga de Ascenso il Barrio México.

## Palmarès

### Competizioni nazionali
- Segunda División de Costa Rica: 1

2008-2009

### Altri piazzamenti
- Campionato costaricano:

Secondo posto: 2001-2002, 2012
- CONCACAF League:

Finalista: 2017

## Rosa 2008-2009
| N. |                       | Ruolo | Calciatore         |
| -- | --------------------- | ----- | ------------------ |
|    | Costa Rica (bandiera) | D     | Allan Arias        |
|    | Costa Rica (bandiera) | P     | Melvin Mc Kenzie   |
|    | Costa Rica (bandiera) | D     | Owen Solís         |
|    | Costa Rica (bandiera) | D     | Rox González       |
|    | Costa Rica (bandiera) | D     | Crisanto Esquivel  |
|    | Costa Rica (bandiera) | D     | Joseph Centeno     |
|    | Costa Rica (bandiera) | C     | Yeinor Santamaría  |
|    | Costa Rica (bandiera) | C     | Alonso Salazar     |
|    | Costa Rica (bandiera) | C     | Cristopher Vargas  |
|    | Costa Rica (bandiera) | A     | Elmer Umaña        |
|    | Costa Rica (bandiera) | C     | Helbert Núñez      |
|    | Brasile (bandiera)    | A     | Eneas da Conceiçao |
|    | Costa Rica (bandiera) | A     | Miller Jheirel     |

| N. |                       | Ruolo | Calciatore        |
| -- | --------------------- | ----- | ----------------- |
|    | Costa Rica (bandiera) | D     | Alexander Colphon |
|    | Costa Rica (bandiera) | D     | Johnny Acosta     |
|    | Costa Rica (bandiera) | C     | José Espinoza     |
|    | Costa Rica (bandiera) | D     | Ricardo Allen     |
|    | Argentina (bandiera)  | C     | Gustavo Martínez  |
|    | Costa Rica (bandiera) | P     | Pablo Camacho     |
|    | Costa Rica (bandiera) | A     | Alejandro Alfaro  |
|    | Costa Rica (bandiera) | A     | Marvin Chinchilla |
|    | Costa Rica (bandiera) | C     | Fernando Sequeira |
|    | Costa Rica (bandiera) | C     | Leonardo Araya    |
|    | Costa Rica (bandiera) | D     | Dennis Aguilar    |
|    | Costa Rica (bandiera) | C     | Greivin Camacho   |
|    | Costa Rica (bandiera) | C     | Johan Venegas     |